# Aequorea pensilis
Aequorea pensilis är en nässeldjursart som först beskrevs av Johann Friedrich von Eschscholtz 1829.  Aequorea pensilis ingår i släktet Aequorea och familjen Aequoreidae. Inga underarter finns listade i Catalogue of Life.